# Пыновка
Пыновка — река в Ивдельском городском округе Свердловской области России. Устье реки находится в 316 км от устья Лозьвы по левому берегу. Длина реки составляет 97 км, площадь водосборного бассейна — 554 км².
В 38 км от устья впадает левый приток Малая Пыновка.

## Данные водного реестра
По данным государственного водного реестра России относится к Иртышскому бассейновому округу, водохозяйственный участок реки — Тавда от истока и до устья, без реки Сосьва от истока до водомерного поста у деревни Морозково, речной подбассейн реки — Тобол. Речной бассейн реки — Иртыш.
Код объекта в государственном водном реестре — 14010502512111200009199.